# Stanisław Cikowski (1899–1959)
Stanisław Kazimierz Cikowski (ur. 14 lutego 1899 w Czarnym Dunajcu, zm. 2 grudnia 1959 w Krakowie) – polski lekarz i piłkarz, środkowy pomocnik, olimpijczyk. Długoletni zawodnik Cracovii.

## Życiorys

### Młodość i edukacja
Urodził się 14 lutego 1899 w Czarnym Dunajcu w wielodzietniej rodzinie Ferdynanda urzędnika skarbowego i Florentyny z Suwadów. W latach 1905–1909 chodził do szkoły powszechnej w rodzinnej miejscowości. Naukę kontynuował w krakowskim III Gimnazjum im Króla Jana III Sobieskiego. W 1917 roku dostał świadectwo dojrzałości i rozpoczął studia na Wydziale Lekarskim Uniwersytetu Jagiellońskiego. W 1925 otrzymał tytuł doktora medycyny. W trakcie studiów zgłosił się na ochotnika do Wojska Polskiego. Do lutego 1919 pełnił służbę wartowniczą w krakowskim baonie akademickim, a następnie podoficera sanitarnego. W latach 1920–1921 pełnił funkcję adiutanta Dowództwa Okręgu Garnizonu w Krakowie. W czerwcu 1921 został podporucznikiem rezerwy.

### Kariera piłkarska
Piłkę nożną uprawiał od lat gimnazjalnych. W 1912 został członkiem Cracovii. W czerwcu 1916 został zawodnikiem pierwszego zespołu. Do połowy 1925 rozegrał 226 spotkań. W 1921 został mistrzem kraju. Zagrał w historycznym, pierwszym meczu międzypaństwowym polskiej kadry – 18 grudnia 1921 Polska przegrała w Budapeszcie z Węgrami 0:1. W reprezentacji rozegrał 9 spotkań. Brał udział w igrzyskach olimpijskich w Paryżu . Dwunastokrotnie wystąpił w reprezentacji Krakowa w meczach międzynarodowych i międzyokręgowych. W 1925 zakończył karierę piłkarską. We wrześniu 1939 był lekarzem w szpitalu wojskowym nr 1003 w Przemyślu. Po powrocie do Krakowa udzielał pomocy medycznej piłkarzom działającym w ruchu konspiracyjnym w Krakowie.

### Po wojnie
Po zakończeniu wojny włączył się do pracy społecznej w Cracovii. W 1946 został członkiem sądu honorowego Klubu Sportowego Cracovia. W 1956 wchodził w skład komitetu organizacyjnego jubileuszu 50-lecia Cracovii. pracował także w społecznej służbie zdrowia. Od 1948 był zatrudniony w Wydziale Prezydium Miejskiej Rady Narodowej. Zmarł 2 grudnia 1959 w Krakowie i został pochowany na cmentarzu Rakowickim (kwatera FD-płn.-5).

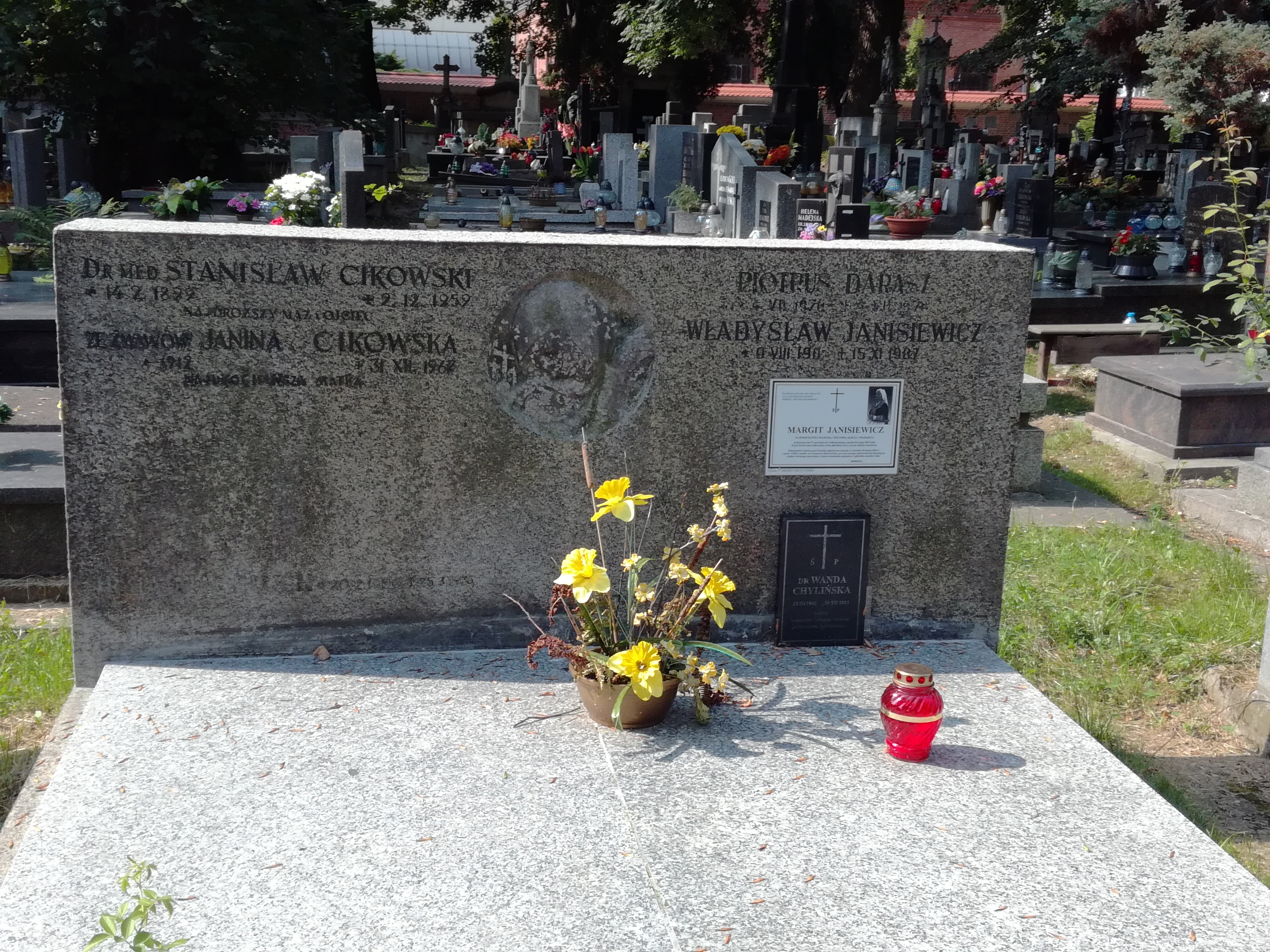
Grób Stanisława Cikowskiego na cmentarzu Rakowickim

Ukończył studia na wydziale medycyny Uniwersytetu Jagiellońskiego, pracował jako ginekolog-położnik.

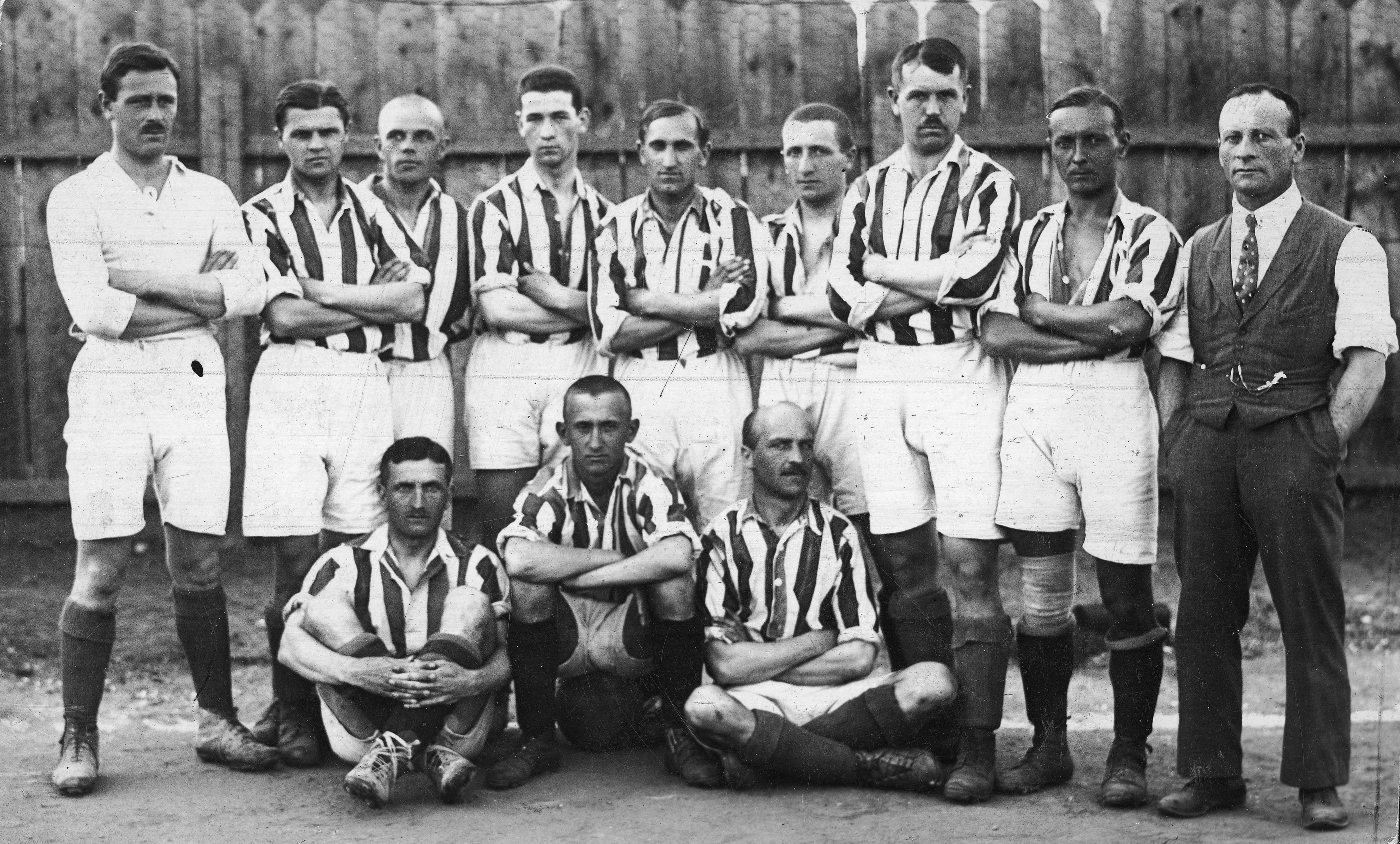
Cikowski (drugi od lewej) w barwach Cracovii, mistrza Polski 1921
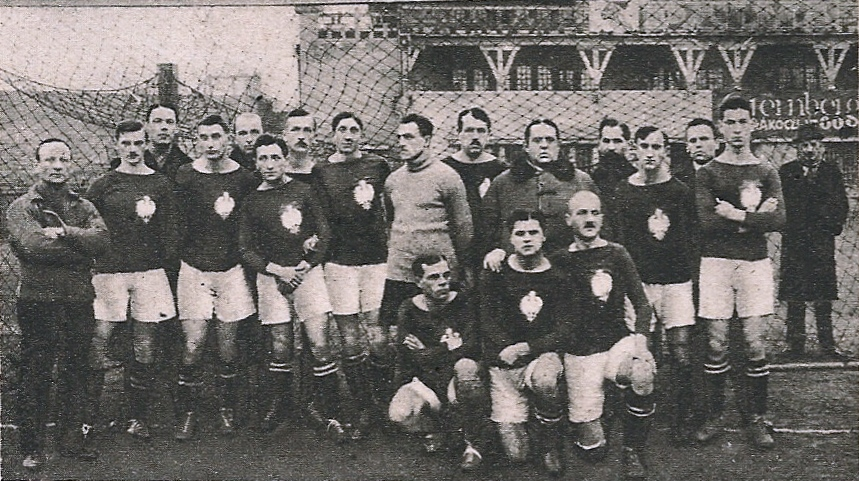
Cikowski (klęczy w środku) przed pierwszym meczem reprezentacji Polski, 1921
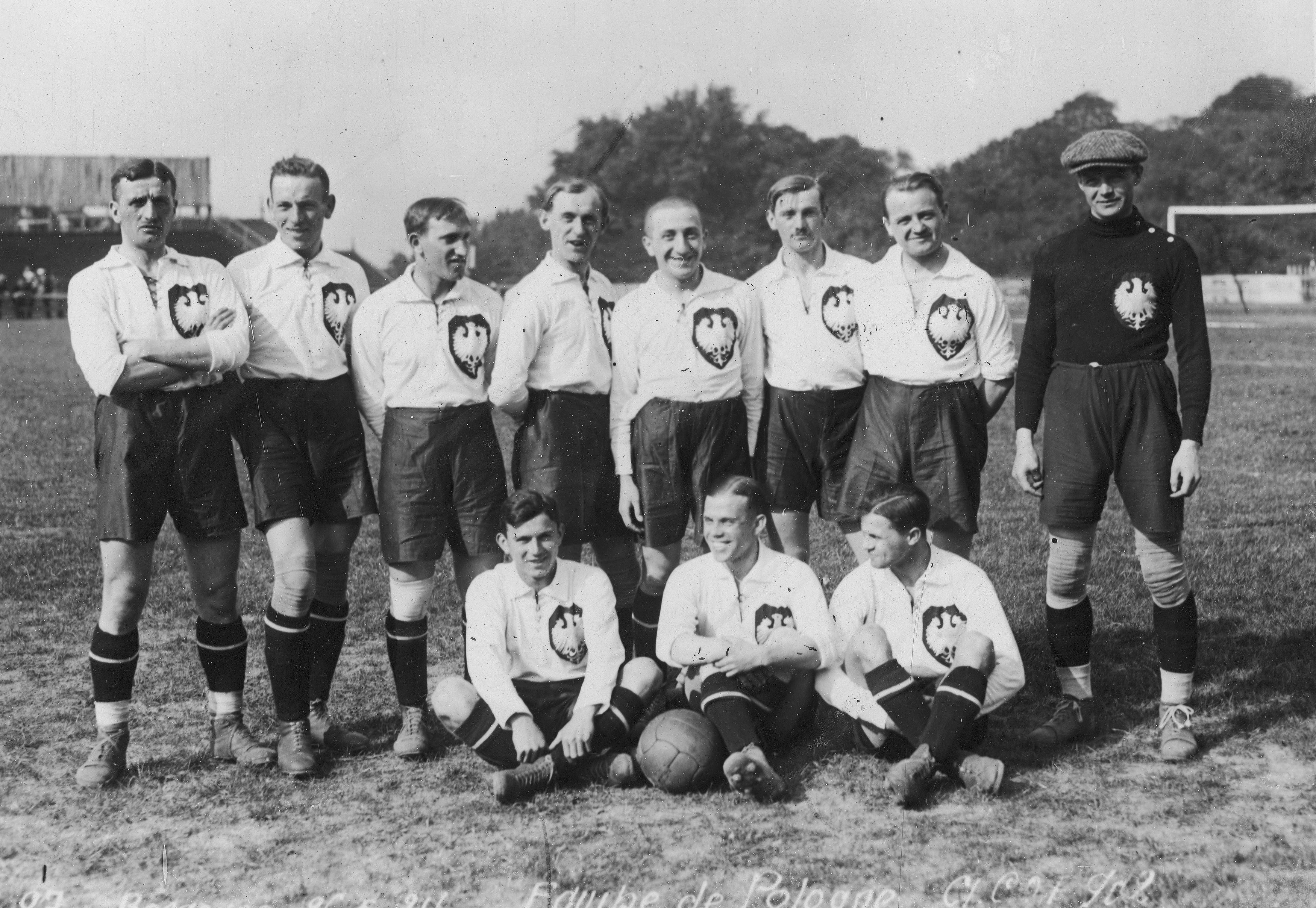
Cikowski (siedzi pierwszy od prawej) w barwach reprezentacji Polski podczas Igrzysk Olimpijskich 1924